# Howa Type 20
Howa Type 20 (20式小銃 nii-maru-shiki-shōjū)  là súng trường tấn công được phát triển cho Lực lượng phòng vệ mặt đất Nhật Bản do Howa phát triển. Nó được mong đợi là sẽ thay thế cho Howa Type 89. Súng Type 20 được cho là chống ăn mòn tốt hơn và hoạt động ổn định dù bị nước hoặc cát bụi xâm nhập.

## Lịch sử
Vào ngày 18 tháng 5 năm 2020, Bộ Quốc phòng Nhật Bản tuyên bố rằng súng trường được lựa chọn là Type 20, được đặt tên theo năm tài khóa 2020. Họ cũng thông báo rằng Type 20 đầu tiên sẽ được cấp cho các binh sĩ trong Lữ đoàn triển khai nhanh chóng đổ bộ.

## Thiết kế
Súng trường Type 20 được sản xuất bởi hãng Cơ khí Howa, nằm tại tỉnh Aichi, miền trung Nhật Bản.
Type 20 sử dụng đạn 5,56 mm, dài 78 cm, nặng 3,5 kg, được trang bị báng xếp và ray picatinny để gắn thêm phụ kiện. Mỗi khẩu Type 20 có giá 280.000 yen (khoảng 2.600 USD).